# 斯奈德峰
斯奈德峰（英語：Snyder Peak），是南極洲的山峰，位於埃爾斯沃思地，處於安德森穹丘西南面1.9公里，屬於瓊斯山的一部分，由明尼蘇達大學地質學會繪入地圖，以地質學家命名，現時由南極條約體系管理。